# Port lotniczy Esperance
Port lotniczy Esperance (IATA: EPR, ICAO: YESP) – port lotniczy położony 23 km na północ od Esperance, w stanie Australia Zachodnia, w Australii.